# Albert Tsai
Albert Tsai (San José, Kalifornia, 2004. augusztus 5. –) amerikai színész.
Legismertebb alakítása Fred a 2018-tól futó Coop és Cami megkérdezi! című sorozatban.

## Pályafutása
Tsai a kaliforniai San Joséban született. Folyékonyan beszél mandarin nyelven is. 2013-ban volt az első televíziós szerepe a CBS Így jártam anyátokkal című sorozatában. Ugyanebben az évben főszerepet kapott a Trophy Wife című sorozatban.
2014-ben vendégszerepelt a USA Network Benched című sorozatában. 2015-ben az ABC Amerika Huangjai sorozat két epizódjában szerepelt.
2018-tól a Disney Channel Coop és Cami megkérdezi! című sorozatában szerepel.

## Filmográfia

### Film
| Év   | Magyar cím                         | Eredeti cím                                   | Szerep      | Magyar hang     |
| ---- | ---------------------------------- | --------------------------------------------- | ----------- | --------------- |
| 2022 | Egy ropi naplója: Rodrick a király | Diary of a Wimpy Kid: Rodrick Rules           | Drew (hang) | Kretz Boldizsár |
| 2019 | Jetikölyök                         | Abominable                                    | Peng (hang) | Kálmán Barnabás |
| 2016 |                                    | Donald Trump's The Art of the Deal: The Movie | gyerek      |                 |
| 2015 |                                    | Grandma Money                                 | Pope        |                 |

### Televízió
| Év        | Magyar cím                  | Eredeti cím                    | Szerep            | Megjegyzések                                                                  |
| --------- | --------------------------- | ------------------------------ | ----------------- | ----------------------------------------------------------------------------- |
| 2018–     | Coop és Cami megkérdezi!    | Coop & Cami Ask the World      | Fred              | főszereplő magyar hangja Szirtes Marcell (1. évad) Molnár Olivér (2. évadtól) |
| 2017–2018 |                             | 9JKL                           | Ian               | főszereplő                                                                    |
| 2016      |                             | Jimmy Kimmel Live!             | önmaga            | 1 epizód: Lin-Manuel Miranda/Ken Jeong and Albert Tsai/ T.I.                  |
| 2016      | Mr. Peabody és Sherman show | The Mr. Peabody & Sherman Show | gyerek (hang)     | 2 epizód                                                                      |
| 2016      |                             | Crazy Ex-Girlfriend            | Xiao Wong         | 1 epizód: When Will Josh See How Cool I Am?                                   |
| 2015–2017 |                             | Dr. Ken                        | Dave Park         | főszereplő                                                                    |
| 2015–2016 | Amerika Huangjai            | Fresh Off the Boat             | Phillip Goldstein | 3 epizód                                                                      |
| 2014–2016 |                             | Home and Family                | önmaga            | 3 epizód                                                                      |
| 2014      |                             | Benched                        | Walter            | 1 epizód: Campaign Contributions                                              |
| 2014      |                             | The Arsenio Hall Show          | önmaga            | 1 epizód: 1.128                                                               |
| 2014      | Vérmes négyes               | Hot in Cleveland               | Jimmy             | 1 epizód: Stayin Alive                                                        |
| 2013–2014 |                             | Trophy Wife                    | Bert Harrison     | főszereplő                                                                    |
| 2013      | Így jártam anyátokkal       | How I Met Your Mother          | Kaden             | 1 epizód: Valami régi                                                         |